# Petrodolar
Un petrodolar este un dolar american obținut de o țară din vânzarea de petrol. Termenul a fost inventat de profesorul de economie Ibrahim Oweiss, în 1973, care a dorit astfel să descrie situația creată în țările OPEC în anii '70, a căror balanță comercială era susținută de rolul de rezervă valutară pe care îl juca moneda americană.
Datorită creșterii prețului petrolului, țările producătoare de petrol s-au găsit în situația în care au dispus de enorme resurse financiare, numite petrodolari tocmai pentru că petrolul era plătit în dolari americani. Majoritatea acestor resurse au fost reinvestite în sistemul economic și financiar mondial, cu efecte destabilizante asupra întregului sistem.